# لیگ قهرمانان آسیا ۲۰۱۸
لیگ قهرمانان آسیا ۲۰۱۸ سی و هفتمین دورهٔ بازی‌های باشگاهی قهرمانی آسیا و شانزدهمین دوره با عنوان لیگ قهرمانان آسیا که توسط کنفدراسیون فوتبال آسیا برگزار شد.
کاشیما آنتلرز ژاپن با چیرگی بر تیم پرسپولیس ایران در فینال، برای نخستین بار قهرمان این دوره از لیگ شد و به جام باشگاه‌های جهان ۲۰۱۸ راه یافت.

## سهمیه کشورها
کمیته مسابقات ای‌اف‌سی پیشنهاد اصلاح مسابقات باشگاه‌های ای‌اف‌سی را در ۲۵ ژانویه ۲۰۱۴، که توسط کمیته اجرایی ای‌اف‌سی در تاریخ ۱۶ آوریل ۲۰۱۵ تصویب شد ارائه داد. این دو کمیته سهمیه‌های در نظر گرفته شده ۴۶ فدراسیون عضو ای‌اف‌سی (به استثنای اعضای وابسته جزایر ماریانای شمالی) بر اساس عملکرد تیم ملی و باشگاه‌های خود در چهار سال گذشته در مسابقات ای‌اف‌سی و همچنین با توجه به رتبه‌بندی ای‌اف‌سی در سال ۲۰۱۶، را برای فدراسیون‌ها جهت حضور در لیگ قهرمانان آسیا در سال‌های ۲۰۱۷ و ۲۰۱۸ با شرایط زیر تعیین کردند:
- این فدراسیون‌ها به دو منطقه تقسیم می‌شوند:
  - منطقه غرب تشکیل شده از فدراسیون فوتبال غرب آسیا (WAFF)، فدراسیون فوتبال آسیای مرکزی (CAFA) و فدراسیون فوتبال جنوب آسیا (SAFF).
  - منطقه شرق تشکیل شده از فدراسیون فوتبال آسه‌آن (AFF)، و فدراسیون فوتبال شرق آسیا (EAFF).
- هر منطقه، چهار گروه چهار تیمه در مرحله گروهی که ۱۲ سهمیه مستقیم و چهار سهمیه دیگر آن به صورت پلی-آف انتخاب می‌شوند را شامل می‌شوند.
- ۱۲ کنفدراسیون برتر در هر منطقه به ترتیب رتبه‌بندی ای‌اف‌سی، تا زمانی‌که معیارهای صدور مجوز توسط ای‌اف‌سی را رعایت کنند واجد شرایط برای ورود به لیگ قهرمانان آسیا می‌باشند.
- شش فدراسیون برتر در هر منطقه حداقل یک سهمیه مستقیم در مرحله گروهی را دریافت می‌کنند، این در حالیست که سایر فدراسیون‌ها فقط سهمیه بازی پلی-آف را دریافت می‌کنند:
  - فدراسیون‌هایی که در مکان نخست و دوم رتبه‌بندی قرار دارند، سه سهمیه مستقیم و یک سهمیه پلی-آف را کسب می‌کنند (در پلی-آف اصلی).
  - فدراسیون‌هایی که در مکان سوم رتبه‌بندی قرار دارند، دو سهمیه مستقیم و دو سهمیه پلی-آف را کسب می‌کنند (هر دو در پلی-آف اصلی).
  - فدراسیون‌هایی که در مکان چهارم رتبه‌بندی قرار دارند، دو سهمیه مستقیم و دو سهمیه پلی-آف را کسب می‌کنند (هر دو در پلی-آف مقدماتی ۲).
  - فدراسیون‌هایی که در مکان پنجم رتبه‌بندی قرار دارند، یک سهمیه مستقیم و دو سهمیه پلی-آف را کسب می‌کنند (هر دو در پلی-آف مقدماتی ۲).
  - فدراسیون‌هایی که در مکان ششم رتبه‌بندی قرار دارند، یک سهمیه مستقیم و یک سهمیه پلی-آف را کسب می‌کنند (در پلی-آف مقدماتی ۲).
  - فدراسیون‌هایی که در مکان هفتم تا دوازدهم رتبه‌بندی قرار دارند، هر کدام یک سهمیه پلی-آف را کسب می‌کنند (در پلی-آف مقدماتی ۱).
- حداکثر تعداد سهمیه‌ها برای هر فدراسیون یک سوم کل تعداد باشگاه‌های بالا می‌باشد.
- در صورتی‌که فدراسیونی به هر دلیلی سهمیه‌های مستقیم خود را از دست دهد، سهمیه‌های آن فدراسیون بین فدراسیون‌های بالاتر با در نظر گرفتن اینکه هر کشوری حداکثر سه سهمیه مستقیم خواهد داشت، تقسیم می‌شود.
- در صورتی‌که فدراسیونی به هر دلیلی سهمیه‌های پلی-آف خود را از دست دهد، سهمیه‌های آن فدراسیون حذف شده و بین هیچ فدراسیونی تقسیم نخواهد شد.

برای لیگ قهرمانان آسیا ۲۰۱۸، فدراسیون‌ها بر اساس رتبه‌بندی فدراسیون خود که در تاریخ ۳۰ نوامبر ۲۰۱۶ منتشره شده بود٬ شرایط سهمیه‌های اختصاص‌یافته به خود را دریافت کردند، که به عملکرد آن‌ها در لیگ قهرمانان آسیا، ای‌اف‌سی کاپ و همچنین تیم ملی فوتبال خود در رتبه‌بندی جهانی فیفا، طی سال‌های ۲۰۱۳ تا ۲۰۱۶ بستگی داشته‌است.
| شرکت‌کنندگان در لیگ قهرمانان آسیا ۲۰۱۸ | شرکت‌کنندگان در لیگ قهرمانان آسیا ۲۰۱۸ |
| ------------------------------------- | ------------------------------------- |
|                                       | کسب حدنصاب سهمیه                      |
|                                       | عدم کسب حدنصاب سهمیه                  |

| رتبه در  | رتبه در  | اعضاء فدراسیون            | امتیاز   | سهمیه‌ها     | سهمیه‌ها | سهمیه‌ها | سهمیه‌ها |
| رتبه در  | رتبه در  | اعضاء فدراسیون            | امتیاز   | مرحله گروهی | پلی-آف  | پلی-آف  | پلی-آف  |
| منطقه    | کل       | اعضاء فدراسیون            | امتیاز   | مرحله گروهی | اصلی    | دور ۲   | دور ۱   |
| -------- | -------- | ------------------------- | -------- | ----------- | ------- | ------- | ------- |
| ۱        | ۲        | امارات متحدهٔ عربی         | ۸۷٫۵۵۵   | ۳           | ۱       | ۰       | ۰       |
| ۲        | ۳        | عربستان سعودی[ی. عربستان] | ۸۴٫۶۹۸   | ۲           | ۰       | ۰       | ۰       |
| ۳        | ۴        | ایران                     | ۷۸٫۹۰۸   | ۳           | ۱       | ۰       | ۰       |
| ۴        | ۵        | قطر                       | ۷۸٫۱۷۱   | ۳           | ۱       | ۰       | ۰       |
| ۵        | ۹        | ازبکستان                  | ۵۶٫۸۷۶   | ۱           | ۲       | ۰       | ۰       |
| ۶        | ۱۰       | عراق[ی. عراق]             | ۳۷٫۲۴۰   | ۰           | ۰       | ۰       | ۰       |
| ۷        | ۱۱       | کویت[ی. کویت]             | ۳۶٫۴۵۷   | ۰           | ۰       | ۰       | ۰       |
| ۸        | ۱۳       | سوریه[ی. سوریه]           | ۳۴٫۲۵۷   | ۰           | ۰       | ۰       | ۰       |
| ۹        | ۱۵       | اردن                      | ۳۱٫۲۱۳   | ۰           | ۱       | ۰       | ۰       |
| ۱۰       | ۱۸       | هند                       | ۲۷٫۹۳۰   | ۰           | ۱       | ۰       | ۰       |
| ۱۱       | ۱۹       | بحرین                     | ۲۷٫۳۵۳   | ۰           | ۱       | ۰       | ۰       |
| ۱۲       | ۲۰       | لبنان[ی. لبنان]           | ۲۲٫۰۷۷   | ۰           | ۰       | ۰       | ۰       |
| در مجموع | در مجموع | در مجموع                  | در مجموع | ۱۲          | ۸       | ۰       | ۰       |
| در مجموع | در مجموع | در مجموع                  | در مجموع | ۱۲          | ۸       |         |         |
| در مجموع | در مجموع | در مجموع                  | در مجموع | ۲۰          |         |         |         |

| رتبه در  | رتبه در  | اعضاء فدراسیون        | امتیاز   | سهمیه‌ها     | سهمیه‌ها | سهمیه‌ها | سهمیه‌ها |
| رتبه در  | رتبه در  | اعضاء فدراسیون        | امتیاز   | مرحله گروهی | پلی-آف  | پلی-آف  | پلی-آف  |
| منطقه    | کل       | اعضاء فدراسیون        | امتیاز   | مرحله گروهی | اصلی    | دور ۲   | دور ۱   |
| -------- | -------- | --------------------- | -------- | ----------- | ------- | ------- | ------- |
| ۱        | ۱        | کرهٔ جنوبی             | ۹۶٫۳۱۱   | ۳           | ۱       | ۰       | ۰       |
| ۲        | ۶        | ژاپن                  | ۷۵٫۸۰۷   | ۳           | ۱       | ۰       | ۰       |
| ۳        | ۷        | چین                   | ۷۲٫۷۱۹   | ۲           | ۲       | ۰       | ۰       |
| ۴        | ۸        | استرالیا[ی. استرالیا] | ۷۲٫۵۹۹   | ۲           | ۰       | ۱       | ۰       |
| ۵        | ۱۲       | تایلند                | ۳۴٫۷۵۳   | ۱           | ۰       | ۲       | ۰       |
| ۶        | ۱۴       | هنگ‌کنگ                | ۳۱٫۷۹۷   | ۱           | ۰       | ۱       | ۰       |
| ۷        | ۱۶       | ویتنام                | ۲۹٫۲۷۳   | ۰           | ۰       | ۱       | ۰       |
| ۸        | ۱۷       | مالزی                 | ۲۸٫۸۶۵   | ۰           | ۰       | ۱       | ۰       |
| ۹        | ۲۱       | اندونزی               | ۲۰٫۳۷۲   | ۰           | ۰       | ۰       | ۱       |
| ۱۰       | ۲۴       | میانمار               | ۱۷٫۲۲۰   | ۰           | ۰       | ۰       | ۱       |
| ۱۱       | ۲۵       | فیلیپین               | ۱۷٫۱۸۸   | ۰           | ۰       | ۰       | ۱       |
| ۱۲       | ۲۷       | سنگاپور               | ۱۳٫۶۶۴   | ۰           | ۰       | ۰       | ۱       |
| در مجموع | در مجموع | در مجموع              | در مجموع | ۱۲          | ۴       | ۶       | ۴       |
| در مجموع | در مجموع | در مجموع              | در مجموع | ۱۲          | ۱۴      |         |         |
| در مجموع | در مجموع | در مجموع              | در مجموع | ۲۶          |         |         |         |

یادداشت‌ها
1. ^ استرالیا (AUS): شرایطی که در بخش بالا توسط فدراسیون فوتبال استرالیا ارائه شده نشان می‌دهد که با توجه به اینکه در لیگ استرالیا، ای-لیگ در فصل ۱۷–۲۰۱۶ تنها ۹ تیم حضور داشتند پس تنها می‌تواند ۳ تیم را روانه مسابقات کند.
2. ^ عراق (IRQ): فدراسیون فوتبال کشور عراق معیارهای صدور مجوز توسط ای‌اف‌سی را رعایت نکرد.
3. ^ کویت (KUW): فدراسیون فوتبال کویت به دلیل تعلیق توسط فیفا نمی‌تواند در این تورنمنت حضور یابد.[۶]
4. ^ لبنان (LIB): فدراسیون فوتبال کشور لبنان معیارهای صدور مجوز توسط ای‌اف‌سی را رعایت نکرد.
5. ^ عربستان (KSA): عربستان سعودی تیم‌های النصر و الاتحاد را نیز برای این رقابت‌ها برای مرحلهٔ گروهی و مرحله پلی-آف اصلی، به عنوان تیم سوم و چهارم لیگ حرفه‌ای عربستان فصل ۱۷–۲۰۱۶ معرفی کرده بود، اما این دو تیم مجوز حرفه‌ای ای‌اف‌سی را نتوانستند بگیرند و همچنین تیم‌های دیگر لیگ عربستان که تا هشتمین تیم مجاز به ورود بودند هم موفق به اخذ مجوز حرفه‌ای نشدند.
6. ^ سوریه (SYR): فدراسیون فوتبال کشور سوریه معیارهای صدور مجوز توسط ای‌اف‌سی را رعایت نکرد.

## تیم‌ها
۴۶ تیم زیر از ۲۰ فدراسیون وارد رقابت‌ها شدند.
در جدول زیر، تعداد حضور و آخرین حضور تیم‌ها تنها از فصل ۰۳–۲۰۰۲ (شامل مرحله انتخابی)، یعنی از زمانی که تورنمنت به لیگ قهرمانان آسیا تغییر نام داد، شمارش می‌شود.
| تیم                                             | نحوه صعود                                                              | تعداد حضور                                      | آخرین حضور                                      |
| صعودکنندگان مستقیم به مرحله گروهی (گروه A تا D) | صعودکنندگان مستقیم به مرحله گروهی (گروه A تا D)                        | صعودکنندگان مستقیم به مرحله گروهی (گروه A تا D) | صعودکنندگان مستقیم به مرحله گروهی (گروه A تا D) |
| ----------------------------------------------- | ---------------------------------------------------------------------- | ----------------------------------------------- | ----------------------------------------------- |
| الجزیره                                         | قهرمان لیگ حرفه‌ای امارات ۱۷–۲۰۱۶                                       | ۱۰                                              | ۲۰۱۷                                            |
| الوحده                                          | قهرمان جام ریاست جمهوری فوتبال امارات ۱۷–۲۰۱۶                          | ۹                                               | ۲۰۱۷                                            |
| الوصل                                           | نایب‌قهرمان لیگ حرفه‌ای امارات ۱۷–۲۰۱۶                                   | ۲                                               | ۲۰۰۸                                            |
| الهلال                                          | قهرمان لیگ حرفه‌ای سعودی ۱۷–۲۰۱۶ قهرمان جام پادشاهی عربستان ۲۰۱۷        | ۱۴                                              | ۲۰۱۷                                            |
| الاهلی                                          | نایب‌قهرمان لیگ حرفه‌ای سعودی ۱۷–۲۰۱۶                                    | ۱۰                                              | ۲۰۱۷                                            |
| پرسپولیس                                        | قهرمان لیگ برتر فوتبال ایران ۹۶–۱۳۹۵ قهرمان سوپر جام فوتبال ایران ۱۳۹۶ | ۷                                               | ۲۰۱۷                                            |
| استقلال                                         | نایب‌قهرمان لیگ برتر فوتبال ایران ۹۶–۱۳۹۵[ی. ایران]                     | ۹                                               | ۲۰۱۷                                            |
| تراکتورسازی                                     | مقام سوم لیگ برتر فوتبال ایران ۹۶–۱۳۹۵[ی. ایران]                       | ۹                                               | ۲۰۱۶                                            |
| الدحیل                                          | قهرمان لیگ ستارگان قطر ۱۷–۲۰۱۶                                         | ۷                                               | ۲۰۱۷                                            |
| السد                                            | قهرمان جام امیر قطر ۲۰۱۷ نایب‌قهرمان لیگ ستارگان قطر ۱۷–۲۰۱۶            | ۱۳                                              | ۲۰۱۷                                            |
| الریان                                          | مقام سوم لیگ ستارگان قطر ۱۷–۲۰۱۶                                       | ۸                                               | ۲۰۱۷                                            |
| لوکوموتیو تاشکند                                | قهرمان لیگ ازبک ۲۰۱۷ قهرمان جام ازبکستان ۲۰۱۷                          | ۶                                               | ۲۰۱۷                                            |
| شرکت کنندگان در مرحله مقدماتی پلی‌آف             |                                                                        |                                                 |                                                 |
| وارد شدگان به مرحله پلی‌آف                       |                                                                        |                                                 |                                                 |
| العین                                           | مقام چهارم لیگ حرفه‌ای امارات ۱۷–۲۰۱۶[ی. امارات]                        | ۱۳                                              | ۲۰۱۷                                            |
| ذوب‌آهن                                          | مقام چهارم لیگ برتر فوتبال ایران ۹۶–۱۳۹۵[ی. ایران]                     | ۷                                               | ۲۰۱۷                                            |
| الغرافه                                         | مقام پنجم لیگ ستارگان قطر ۱۷–۲۰۱۶[ی. قطر]                              | ۹                                               | ۲۰۱۳                                            |
| نسف قرشی                                        | نایب‌قهرمان لیگ ازبک ۲۰۱۷                                               | ۶                                               | ۲۰۱۷                                            |
| پاختاکور                                        | مقام سوم لیگ ازبک ۲۰۱۷                                                 | ۱۴                                              | ۲۰۱۶                                            |
| الفیصلی                                         | قهرمان لیگ برتر فوتبال اردن ۱۷–۲۰۱۶                                    | ۲                                               | ۰۳–۲۰۰۲                                         |
| آیزاول                                          | قهرمان آی-لیگ ۱۷–۲۰۱۶                                                  | ۱                                               | -                                               |
| مالکیه                                          | قهرمان لیگ برتر فوتبال بحرین ۱۷–۲۰۱۶                                   | ۱                                               | -                                               |

| تیم                                             | نحوه صعود                                           | تعداد حضور                                      | آخرین حضور                                      |
| صعودکنندگان مستقیم به مرحله گروهی (گروه E تا H) | صعودکنندگان مستقیم به مرحله گروهی (گروه E تا H)     | صعودکنندگان مستقیم به مرحله گروهی (گروه E تا H) | صعودکنندگان مستقیم به مرحله گروهی (گروه E تا H) |
| ----------------------------------------------- | --------------------------------------------------- | ----------------------------------------------- | ----------------------------------------------- |
| چونبوک هیوندای موتورز                           | قهرمان کی‌لیگ کلاسیک ۲۰۱۷                            | ۱۱                                              | ۲۰۱۶                                            |
| اولسان هیوندای                                  | قهرمان اف ای کاپ کره جنوبی ۲۰۱۷                     | ۶                                               | ۲۰۱۷                                            |
| ججو یونایتد                                     | نایب‌قهرمان کی‌لیگ کلاسیک ۲۰۱۷                        | ۳                                               | ۲۰۱۷                                            |
| کاوازاکی فرونتال                                | قهرمان جی۱لیگ ۲۰۱۷                                  | ۶                                               | ۲۰۱۷                                            |
| سرزو اوساکا                                     | قهرمان جام امپراتور ۲۰۱۷ مقام سوم جی۱لیگ ۲۰۱۷       | ۳                                               | ۲۰۱۴                                            |
| کاشیما آنتلرز                                   | نایب‌قهرمان جی۱لیگ ۲۰۱۷                              | ۸                                               | ۲۰۱۷                                            |
| گوانگ‌ژو اورگراند                                | قهرمان سوپر لیگ چین ۲۰۱۷                            | ۷                                               | ۲۰۱۷                                            |
| شانگهای شنهوآ                                   | قهرمان جام حذفی فوتبال چین ۲۰۱۷                     | ۸                                               | ۲۰۱۷                                            |
| سیدنی                                           | قهرمان ای-لیگ ۱۷–۲۰۱۶ قهرمان گرند فینال ای-لیگ ۲۰۱۷ | ۴                                               | ۲۰۱۶                                            |
| ملبورن ویکتوری                                  | نایب‌قهرمان ای-لیگ ۱۷–۲۰۱۶                           | ۶                                               | ۲۰۱۶                                            |
| بوریرام یونایتد                                 | قهرمان تای‌لیگ ۲۰۱۷                                  | ۷                                               | ۲۰۱۶                                            |
| کیتچی                                           | قهرمان لیگ برتر فوتبال هنگ کنگ ۱۷–۲۰۱۶              | ۴                                               | ۲۰۱۷                                            |
| شرکت کنندگان در مرحله مقدماتی پلی‌آف             |                                                     |                                                 |                                                 |
| وارد شدگان به مرحله پلی‌آف                       |                                                     |                                                 |                                                 |
| سوون سامسونگ                                    | مقام سوم کی‌لیگ کلاسیک ۲۰۱۷                          | ۹                                               | ۲۰۱۷                                            |
| کاشیوا ریسول                                    | مقام چهارم جی۱لیگ ۲۰۱۷                              | ۴                                               | ۲۰۱۵                                            |
| شانگهای اس‌آی‌پی‌جی                                | نایب‌قهرمان سوپر لیگ چین ۲۰۱۷                        | ۳                                               | ۲۰۱۷                                            |
| تیانجین چوانجیان                                | مقام سوم سوپر لیگ چین ۲۰۱۷                          | ۱                                               | -                                               |
| وارد شدگان به مقدماتی دور ۲                     |                                                     |                                                 |                                                 |
| بریزبن رور                                      | مقام سوم ای-لیگ ۱۷–۲۰۱۶                             | ۵                                               | ۲۰۱۷                                            |
| چیانگرای یونایتد                                | قهرمان اف‌ای کاپ تایلند ۲۰۱۷                         | ۱                                               | -                                               |
| موانگتونگ یونایتد                               | نایب‌قهرمان تای‌لیگ ۲۰۱۷                              | ۷                                               | ۲۰۱۷                                            |
| ایسترن اسپورتز                                  | قهرمان پلی-آف لیگ برتر فوتبال هنگ کنگ ۱۷–۲۰۱۶       | ۲                                               | ۲۰۱۷                                            |
| تان هوا                                         | نایب‌قهرمان لیگ فوتبال ویتنام ۲۰۱۷[ی. ویتنام]        | ۱                                               | -                                               |
| جوهور دارالتعظیم                                | قهرمان لیگا سوپر ۲۰۱۷                               | ۴                                               | ۲۰۱۷                                            |
| وارد شدگان به مقدماتی دور ۱                     |                                                     |                                                 |                                                 |
| بالی یونایتد                                    | نایب‌قهرمان لیگ ۱ اندونزی ۲۰۱۷[ی. اندونزی]           | ۱                                               | -                                               |
| شان یونایتد                                     | قهرمان لیگ فوتبال ملی میانمار ۲۰۱۷                  | ۱                                               | -                                               |
| سئرس نیگروس                                     | قهرمان لیگ فوتبال فیلیپین ۲۰۱۷                      | ۱                                               | -                                               |
| تامپینس روفرز                                   | نایب‌قهرمان لیگ برتر سنگاپور ۲۰۱۷[ی. سنگاپور]        | ۴                                               | ۲۰۱۷                                            |

## زمان‌بندی
زمان‌بندی مسابقات به شرح زیر است
| مرحله         | دور           | تاریخ قرعه‌کشی     | دیدار رفت        | دیدار برگشت        |
| ------------- | ------------- | ----------------- | ---------------- | ------------------ |
| مرحله مقدماتی | مقدماتی دور ۱ | بدون قرعه‌کشی      | ۱۶ ژانویه ۲۰۱۸   | ۱۶ ژانویه ۲۰۱۸     |
| مرحله مقدماتی | مقدماتی دور ۲ | بدون قرعه‌کشی      | ۲۳ ژانویه ۲۰۱۸   | ۲۳ ژانویه ۲۰۱۸     |
| مرحله پلی-آف  | پلی-آف اصلی   | بدون قرعه‌کشی      | ۳۰ ژانویه ۲۰۱۸   | ۳۰ ژانویه ۲۰۱۸     |
| مرحله گروهی   | Matchday 1    | TBA December 2017 | ۱۲–۱۴ فوریه ۲۰۱۸ | ۱۲–۱۴ فوریه ۲۰۱۸   |
| مرحله گروهی   | Matchday 2    | TBA December 2017 | ۱۹–۲۱ فوریه ۲۰۱۸ | ۱۹–۲۱ فوریه ۲۰۱۸   |
| مرحله گروهی   | Matchday 3    | TBA December 2017 | ۵–۷ مارس ۲۰۱۸    | ۵–۷ مارس ۲۰۱۸      |
| مرحله گروهی   | Matchday 4    | TBA December 2017 | ۱۲–۱۴ مارس ۲۰۱۸  | ۱۲–۱۴ مارس ۲۰۱۸    |
| مرحله گروهی   | Matchday 5    | TBA December 2017 | ۲–۴ آوریل ۲۰۱۸   | ۲–۴ آوریل ۲۰۱۸     |
| مرحله گروهی   | Matchday 6    | TBA December 2017 | ۱۶–۱۸ آوریل ۲۰۱۸ | ۱۶–۱۸ آوریل ۲۰۱۸   |
| مرحله حذفی    | یک‌هشتم نهایی  | TBA December 2017 | ۷–۹ مه ۲۰۱۸      | ۱۴–۱۶ مه ۲۰۱۸      |
| مرحله حذفی    | یک‌چهارم نهایی | TBA May/June 2018 | ۲۷–۲۹ اوت ۲۰۱۸   | ۱۷–۱۹ سپتامبر ۲۰۱۸ |
| مرحله حذفی    | نیمه نهایی    | TBA May/June 2018 | ۱–۳ اکتبر ۲۰۱۸   | ۲۲–۲۴ اکتبر ۲۰۱۸   |
| مرحله حذفی    | فینال         | TBA May/June 2018 | ۳ نوامبر ۲۰۱۸    | ۱۰ نوامبر ۲۰۱۸     |

## مرحله انتخابی

### مرحله ۱
| تیم ۱        | نتیجه              | تیم ۲         |
| منطقه شرق    | منطقه شرق          | منطقه شرق     |
| ------------ | ------------------ | ------------- |
| بالی یونایتد | ۳–۱                | تامپینس روفرز |
| شان یونایتد  | ۱–۱ (و.ا.) (۳–۴ پ) | سئرس نیگروس   |

### مرحله ۲
| تیم ۱             | نتیجه      | تیم ۲            |
| منطقه شرق         | منطقه شرق  | منطقه شرق        |
| ----------------- | ---------- | ---------------- |
| ایسترن اسپورتز    | ۲–۴        | تان هوا          |
| موانگتونگ یونایتد | ۵–۲        | جوهور دارالتعظیم |
| چیانگرای یونایتد  | ۲–۱ (و.ا.) | بالی یونایتد     |
| بریزبن رور        | ۲–۳        | سئرس نیگروس      |

### مرحله ۳
| تیم ۱            | نتیجه     | تیم ۲             |
| منطقه غرب        | منطقه غرب | منطقه غرب         |
| ---------------- | --------- | ----------------- |
| العین            | ۲–۰       | مالکیه            |
| ذوب‌آهن           | ۳–۱       | آیزول             |
| الغرافه          | ۲–۱       | پخته‌کار           |
| نسف قرشی         | ۵–۱       | الفیصلی           |
| منطقه شرق        |           |                   |
| سوون سامسونگ     | ۵–۱       | تان هوا           |
| کاشیوا ریسول     | ۳–۰       | موانگتونگ یونایتد |
| شانگهای اس‌آی‌پی‌جی | ۱–۰       | چیانگرای یونایتد  |
| تیانجین چوانجیان | ۲–۰       | سئرس نیگروس       |

## مرحله گروهی

### گروه A
| تیم         | بازی | برد | مساوی | باخت | گل‌زده | گل‌خورده | تفاضل‌گل | امتیاز |
| ----------- | ---- | --- | ----- | ---- | ----- | ------- | ------- | ------ |
| الاهلی      | ۶    | ۴   | ۲     | ۰    | ۹     | ۴       | ۵+      | ۱۳     |
| الجزیره     | ۶    | ۲   | ۲     | ۲    | ۹     | ۹       | ۰       | ۸ [ب]  |
| الغرافه     | ۶    | ۲   | ۲     | ۲    | ۱۲    | ۹       | ۳+      | ۸ [ب]  |
| تراكتورسازی | ۶    | ۰   | ۲     | ۴    | ۲     | ۱۰      | ۸-      | ۲      |

|         | الجزیره | الاهلی | تراکتور | الغرافه |
| ------- | ------- | ------ | ------- | ------- |
| الجزیره | —       | ۱–۲    | ۰-۰     | ۲-۳     |
| الاهلی  | ۱-۲     | —      | ۰-۲     | ۱-۱     |
| تراکتور | ۱-۱     | ۱-۰    | —       | ۱–۳     |
| الغرافه | ۳-۲     | ۱-۱    | ۰-۳     | —       |

یادداشت:
1. ^ ب. نتایج مسابقات رو در رو: الجزیره ۳–۲ الغرافه،  الغرافه ۲–۳ الجزیره.

### گروه B
| تیم       | بازی | برد | مساوی | باخت | گل‌زده | گل‌خورده | تفاضل‌گل | امتیاز |
| --------- | ---- | --- | ----- | ---- | ----- | ------- | ------- | ------ |
| الدحیل    | ۶    | ۶   | ۰     | ۰    | ۱۳    | ۶       | ۷+      | ۱۸     |
| ذوب‌آهن    | ۶    | ۲   | ۱     | ۳    | ۶     | ۸       | ۲-      | ۷[الف] |
| لوکوموتیو | ۶    | ۲   | ۱     | ۳    | ۱۳    | ۹       | ۴+      | ۷[الف] |
| الوحده    | ۶    | ۱   | ۰     | ۵    | ۶     | ۱۵      | ۹-      | ۳      |

|           | الدحیل | الوحده | لوکوموتیو | ذوب‌آهن |
| --------- | ------ | ------ | --------- | ------ |
| الدحیل    | —      | ۱–۰    | ۳–۲       | ۳–۱    |
| الوحده    | ۲–۳    | —      | ۴-۱       | ۰-۳    |
| لوکوموتیو | ۲-۱    | ۵–۰    | —         | ۱–۱    |
| ذوب‌آهن    | ۱-۰    | ۲–۰    | ۲–۰       | —      |

یادداشت:
1. ^ الف. نتایج مسابقات رو در رو: ذوب‌آهن ۲–۰ لوکوموتیو تاشکند،  لوکوموتیو تاشکند ۱–۱ ذوب‌آهن.

### گروه C
| تیم      | بازی | برد | مساوی | باخت | گل‌زده | گل‌خورده | تفاضل‌گل | امتیاز |
| -------- | ---- | --- | ----- | ---- | ----- | ------- | ------- | ------ |
| پرسپولیس | ۶    | ۴   | ۱     | ۱    | ۸     | ۳       | ۵+      | ۱۳     |
| السد     | ۶    | ۴   | ۰     | ۲    | ۱۱    | ۵       | ۶+      | ۱۲     |
| نسف قرشی | ۶    | ۳   | ۱     | ۲    | ۴     | ۸       | ۴-      | ۱۰     |
| الوصل    | ۶    | ۰   | ۰     | ۶    | ۳     | ۱۰      | ۷-      | ۰      |

|          | پرسپولیس | السد | الوصل | نسف‌قرشی |
| -------- | -------- | ---- | ----- | ------- |
| پرسپولیس | —        | ۰-۱  | ۰-۲   | ۳–۰     |
| السد     | ۱-۳      | —    | ۱-۲   | ۰-۴     |
| الوصل    | ۱-۰      | ۲-۱  | —     | ۲-۱     |
| نسف‌قرشی  | ۰-۰      | ۰-۱  | ۰-۱   | —       |

### گروه D
| تیم     | بازی | برد | مساوی | باخت | گل‌زده | گل‌خورده | تفاضل‌گل | امتیاز |
| ------- | ---- | --- | ----- | ---- | ----- | ------- | ------- | ------ |
| استقلال | ۶    | ۳   | ۳     | ۰    | ۹     | ۵       | ۴+      | ۱۲     |
| العین   | ۶    | ۲   | ۴     | ۰    | ۱۰    | ۶       | ۴+      | ۱۰     |
| الریان  | ۶    | ۱   | ۳     | ۲    | ۷     | ۱۱      | ۴-      | ۶      |
| الهلال  | ۶    | ۰   | ۲     | ۴    | ۳     | ۷       | ۴-      | ۲      |

|         | الهلال | استقلال | الریان | العین |
| ------- | ------ | ------- | ------ | ----- |
| الهلال  | —      | ۱-۰     | ۱–۱    | ۰–۰   |
| استقلال | ۱–۰    | —       | ۰-۲    | ۱–۱   |
| الریان  | ۱–۲    | ۲–۲     | —      | ۴-۱   |
| العین   | ۱-۲    | ۲–۲     | ۱–۱    | —     |

### گروه E
| تیم                   | بازی | برد | مساوی | باخت | گل‌زده | گل‌خورده | تفاضل‌گل | امتیاز |
| --------------------- | ---- | --- | ----- | ---- | ----- | ------- | ------- | ------ |
| چونبوک هیوندای موتورز | ۶    | ۵   | ۰     | ۱    | ۲۲    | ۹       | ۱۳+     | ۱۵     |
| تیانجین چوانجیان      | ۶    | ۴   | ۱     | ۱    | ۱۵    | ۱۱      | ۴+      | ۱۳     |
| کاشیوا ریسول          | ۶    | ۱   | ۱     | ۴    | ۶     | ۱۰      | ۴-      | ۴      |
| کیتچی                 | ۶    | ۱   | ۰     | ۵    | ۱     | ۱۴      | ۱۳-     | ۳      |

|         | چونبوک | کیتچی | تیانجین | کاشیوا |
| ------- | ------ | ----- | ------- | ------ |
| چونبوک  | —      | ۳–۰   | ۳-۶     | ۳–۲    |
| کیتچی   | ۶-۰    | —     | ۱-۰     | ۰-۱    |
| تیانجین | ۲-۴    | ۳–۰   | —       | ۳–۲    |
| کاشیوا  | ۲-۰    | ۰-۱   | ۱-۱     | —      |

### گروه F
| تیم              | بازی | برد | مساوی | باخت | گل‌زده | گل‌خورده | تفاضل‌گل | امتیاز |
| ---------------- | ---- | --- | ----- | ---- | ----- | ------- | ------- | ------ |
| شانگهای اس‌آی‌پی‌جی | ۶    | ۳   | ۲     | ۱    | ۱۰    | ۶       | ۴+      | ۱۱     |
| اولسان هیواندای  | ۶    | ۲   | ۳     | ۱    | ۱۵    | ۱۱      | ۴+      | ۹      |
| ملبورن ویکتوری   | ۶    | ۲   | ۲     | ۲    | ۱۱    | ۱۶      | ۵-      | ۸      |
| کاوازاکی         | ۶    | ۰   | ۳     | ۳    | ۶     | ۹       | ۳-      | ۳      |

|            | کاوازاکی | اولسان | ملبورن | شانگهای |
| ---------- | -------- | ------ | ------ | ------- |
| کاوازاکی   | —        | ۲–۲    | ۲-۲    | ۱-۰     |
| اولسان     | ۱-۲      | —      | ۲-۶    | ۰–۱     |
| ملبورن     | ۱–۰      | ۳-۳    | —      | ۲–۱     |
| ش.اس‌آی‌پی‌جی | ۱-۱      | ۲-۲    | ۱-۴    | —       |

### گروه G
| تیم              | بازی | برد | مساوی | باخت | گل‌زده | گل‌خورده | تفاضل‌گل | امتیاز |
| ---------------- | ---- | --- | ----- | ---- | ----- | ------- | ------- | ------ |
| گوانگ‌ژو اورگراند | ۶    | ۳   | ۳     | ۰    | ۱۲    | ۶       | ۶+      | ۱۲     |
| بوریرام یونایتد  | ۶    | ۲   | ۳     | ۱    | ۷     | ۶       | ۱+      | ۹      |
| سرزو اوساکا      | ۶    | ۲   | ۲     | ۲    | ۶     | ۸       | ۲-      | ۸      |
| ججو یونایتد      | ۶    | ۱   | ۰     | ۵    | ۶     | ۱۱      | ۵-      | ۳      |

|         | گوانگ‌ژو | سرزو | ججو | بوریرام |
| ------- | ------- | ---- | --- | ------- |
| گوانگ‌ژو | —       | ۳–۱  | ۳-۵ | ۱-۱     |
| سرزو    | ۰-۰     | —    | ۱-۲ | ۲-۲     |
| ججو     | ۲-۰     | ۱-۰  | —   | ۰–۱     |
| بوریرام | ۱-۱     | ۰-۲  | ۲-۰ | —       |

### گروه H
| تیم           | بازی | برد | مساوی | باخت | گل‌زده | گل‌خورده | تفاضل‌گل | امتیاز |
| ------------- | ---- | --- | ----- | ---- | ----- | ------- | ------- | ------ |
| سوون سامسونگ  | ۶    | ۳   | ۱     | ۲    | ۸     | ۷       | ۱+      | ۱۰     |
| کاشیما آنتلرز | ۶    | ۲   | ۳     | ۱    | ۸     | ۶       | ۲+      | ۹      |
| سیدنی         | ۶    | ۱   | ۳     | ۲    | ۷     | ۸       | ۱-      | ۶      |
| شانگهای شنهوآ | ۶    | ۰   | ۵     | ۱    | ۶     | ۸       | ۲–      | ۵      |

|           | سیدنی | شانگهای.ش | ک.آنتلرز | س.سامسونگ |
| --------- | ----- | --------- | -------- | --------- |
| سیدنی     | —     | ۰–۰       | ۲-۰      | ۲-۰       |
| شانگهای.ش | ۲-۲   | —         | ۲-۲      | ۰–۲       |
| ک.آنتلرز  | ۱–۱   | ۱-۱       | —        | ۰–۱       |
| س.سامسونگ | ۴-۱   | ۱-۱       | ۲-۱      | —         |

## مرحله حذفی
- در مرحله حذفی، ۱۶ تیم صعود کرده از مرحله گروهی، در دو منطقه متفاوت تا فینال رقابت‌ها به مسابقه می‌پردازند. در این مسابقات دو تیم در دو بازی رفت و برگشت در خانهٔ خود و حریف به رقابت می‌پردازند. تیمی که در مجموع دو مسابقه برتر باشد (گل‌های وقت اضافه محاسبه نخواهد شد و در صورت لزوم امکان محاسبهٔ قانون گل زده در خانه حریف و رسیدن مسابقه به ضربات پنالتی می‌باشد)، صعود و به مرحله بعد خواهد رفت.
- با توجه به اینکه تنها نماینده‌های غرب و شرق در فینال رقابت‌ها دیدار می‌کنند، برندهٔ هر کدام از مسابقه‌ها با برندهٔ منطقهٔ خود دیدار می‌کند. دیدار نیمه نهایی بین برندگان مرحلهٔ یک چهارم نهایی برگزار خواهد شد و برندهٔ آن‌ها نیز در فینال رقابت‌ها دیدار خواهند کرد.

| منطقه غرب - تیم دوم گروه A با تیم اول گروه C - تیم دوم گروه C با تیم اول گروه A - تیم دوم گروه B با تیم اول گروه D - تیم دوم گروه D با تیم اول گروه B | منطقه شرق - تیم دوم گروه E با تیم اول گروه G - تیم دوم گروه G با تیم اول گروه E - تیم دوم گروه F با تیم اول گروه H - تیم دوم گروه H با تیم اول گروه F |

| منطقه غرب - مسابقه برای پیوستن به چهار تیم برتر به عنوان تیم اول - مسابقه برای پیوستن به چهار تیم برتر به عنوان تیم دوم | منطقه شرق - مسابقه برای پیوستن به چهار تیم برتر به عنوان تیم سوم - مسابقه برای پیوستن به چهار تیم برتر به عنوان تیم چهارم |

| منطقه غرب - تیم اول مقابل تیم دوم | منطقه شرق - تیم سوم مقابل تیم چهارم |

| منطقه غرب - تیم دوم گروه A با تیم اول گروه C - تیم دوم گروه C با تیم اول گروه A - تیم دوم گروه B با تیم اول گروه D - تیم دوم گروه D با تیم اول گروه B | منطقه شرق - تیم دوم گروه E با تیم اول گروه G - تیم دوم گروه G با تیم اول گروه E - تیم دوم گروه F با تیم اول گروه H - تیم دوم گروه H با تیم اول گروه F |

| منطقه غرب - مسابقه برای پیوستن به چهار تیم برتر به عنوان تیم اول - مسابقه برای پیوستن به چهار تیم برتر به عنوان تیم دوم | منطقه شرق - مسابقه برای پیوستن به چهار تیم برتر به عنوان تیم سوم - مسابقه برای پیوستن به چهار تیم برتر به عنوان تیم چهارم |

| منطقه غرب - تیم اول مقابل تیم دوم | منطقه شرق - تیم سوم مقابل تیم چهارم |

### نمودار
|  | یک‌هشتم نهایی            | یک‌هشتم نهایی     | یک‌هشتم نهایی | یک‌هشتم نهایی |      |                       | یک‌چهارم نهایی | یک‌چهارم نهایی | یک‌چهارم نهایی | یک‌چهارم نهایی |  |               | نیمه نهایی | نیمه نهایی | نیمه نهایی | نیمه نهایی |               |   | فینال | فینال | فینال | فینال |
|  |                         |                  |              |              |      |                       |               |               |               |               |  |               |            |            |            |            |               |   |       |       |       |       |
|  | کاشیما آنتلرز           | ۳                | ۱            | ۴            |      |                       |               |               |               |               |  |               |            |            |            |            |               |   |       |       |       |       |
|  | شانگهای اس‌آی‌پی‌جی        | ۱                | ۲            | ۳            |      |                       |               |               |               |               |  |               |            |            |            |            |               |   |       |       |       |       |
|  | شانگهای اس‌آی‌پی‌جی        | ۱                | ۲            | ۳            |      | کاشیما آنتلرز         | ۲             | ۳             | ۵             |               |  |               |            |            |            |            |               |   |       |       |       |       |
|  |                         |                  |              |              |      | کاشیما آنتلرز         | ۲             | ۳             | ۵             |               |  |               |            |            |            |            |               |   |       |       |       |       |
|  |                         | تیانجین چوانجیان | ۰            | ۰            | ۰    |                       |               |               |               |               |  |               |            |            |            |            |               |   |       |       |       |       |
|  | تیانجین چوانجیان (گ.ز.) | تیانجین چوانجیان | ۰            | ۰            | ۰    | ۰                     | ۲             | ۲             |               |               |  |               |            |            |            |            |               |   |       |       |       |       |
|  | تیانجین چوانجیان (گ.ز.) |                  |              |              |      | ۰                     | ۲             | ۲             |               |               |  |               |            |            |            |            |               |   |       |       |       |       |
|  | گوانگ‌ژو اورگراند        | ۰                | ۲            | ۲            |      |                       |               |               |               |               |  |               |            |            |            |            |               |   |       |       |       |       |
|  | گوانگ‌ژو اورگراند        | ۰                | ۲            | ۲            |      |                       |               |               |               |               |  | کاشیما آنتلرز | ۳          | ۳          | ۶          |            |               |   |       |       |       |       |
|  |                         |                  |              |              |      |                       |               |               |               |               |  | کاشیما آنتلرز | ۳          | ۳          | ۶          |            |               |   |       |       |       |       |
|  |                         | سوون سامسونگ     | ۲            | ۳            | ۵    |                       |               |               |               |               |  |               |            |            |            |            |               |   |       |       |       |       |
|  | بوریرام یونایتد         | سوون سامسونگ     | ۲            | ۳            | ۵    | ۳                     | ۰             | ۳             |               |               |  |               |            |            |            |            |               |   |       |       |       |       |
|  | بوریرام یونایتد         |                  |              |              |      | ۳                     | ۰             | ۳             |               |               |  |               |            |            |            |            |               |   |       |       |       |       |
|  | چونبوک هیوندای موتورز   | ۲                | ۲            | ۴            |      |                       |               |               |               |               |  |               |            |            |            |            |               |   |       |       |       |       |
|  | چونبوک هیوندای موتورز   | ۲                | ۲            | ۴            |      | چونبوک هیوندای موتورز | ۰             | ۳             | ۳(۲)          |               |  |               |            |            |            |            |               |   |       |       |       |       |
|  |                         |                  |              |              |      | چونبوک هیوندای موتورز | ۰             | ۳             | ۳(۲)          |               |  |               |            |            |            |            |               |   |       |       |       |       |
|  |                         | سوون سامسونگ (پ) | ۳            | ۰            | ۳(۴) |                       |               |               |               |               |  |               |            |            |            |            |               |   |       |       |       |       |
|  | اولسان هیوندای          | سوون سامسونگ (پ) | ۳            | ۰            | ۳(۴) | ۱                     | ۰             | ۱             |               |               |  |               |            |            |            |            |               |   |       |       |       |       |
|  | اولسان هیوندای          |                  |              |              |      | ۱                     | ۰             | ۱             |               |               |  |               |            |            |            |            |               |   |       |       |       |       |
|  | سوون سامسونگ            | ۰                | ۳            | ۳            |      |                       |               |               |               |               |  |               |            |            |            |            |               |   |       |       |       |       |
|  | سوون سامسونگ            | ۰                | ۳            | ۳            |      |                       |               |               |               |               |  |               |            |            |            |            | کاشیما آنتلرز | ۲ | ۰     | ۲     |       |       |
|  |                         |                  |              |              |      |                       |               |               |               |               |  |               |            |            |            |            |               | ۲ | ۰     | ۲     |       |       |
|  |                         | پرسپولیس         | ۰            | ۰            | ۰    |                       |               |               |               |               |  |               |            |            |            |            |               |   |       |       |       |       |
|  | ذوب‌آهن                  | پرسپولیس         | ۰            | ۰            | ۰    | ۱                     | ۱             | ۲             |               |               |  |               |            |            |            |            |               |   |       |       |       |       |
|  | ذوب‌آهن                  |                  |              |              |      | ۱                     | ۱             | ۲             |               |               |  |               |            |            |            |            |               |   |       |       |       |       |
|  | استقلال                 | ۰                | ۳            | ۳            |      |                       |               |               |               |               |  |               |            |            |            |            |               |   |       |       |       |       |
|  | استقلال                 | ۰                | ۳            | ۳            |      | استقلال               | ۱             | ۲             | ۳             |               |  |               |            |            |            |            |               |   |       |       |       |       |
|  |                         |                  |              |              |      | استقلال               | ۱             | ۲             | ۳             |               |  |               |            |            |            |            |               |   |       |       |       |       |
|  |                         | السد             | ۳            | ۲            | ۵    |                       |               |               |               |               |  |               |            |            |            |            |               |   |       |       |       |       |
|  | السد                    | السد             | ۳            | ۲            | ۵    | ۲                     | ۲             | ۴             |               |               |  |               |            |            |            |            |               |   |       |       |       |       |
|  | السد                    |                  |              |              |      | ۲                     | ۲             | ۴             |               |               |  |               |            |            |            |            |               |   |       |       |       |       |
|  | الاهلی                  | ۱                | ۲            | ۳            |      |                       |               |               |               |               |  |               |            |            |            |            |               |   |       |       |       |       |
|  | الاهلی                  | ۱                | ۲            | ۳            |      |                       |               |               |               |               |  | السد          | ۰          | ۱          | ۱          |            |               |   |       |       |       |       |
|  |                         |                  |              |              |      |                       |               |               |               |               |  | السد          | ۰          | ۱          | ۱          |            |               |   |       |       |       |       |
|  |                         | پرسپولیس         | ۱            | ۱            | ۲    |                       |               |               |               |               |  |               |            |            |            |            |               |   |       |       |       |       |
|  | العین                   | پرسپولیس         | ۱            | ۱            | ۲    | ۲                     | ۱             | ۳             |               |               |  |               |            |            |            |            |               |   |       |       |       |       |
|  | العین                   |                  |              |              |      | ۲                     | ۱             | ۳             |               |               |  |               |            |            |            |            |               |   |       |       |       |       |
|  | الدحیل                  | ۴                | ۴            | ۸            |      |                       |               |               |               |               |  |               |            |            |            |            |               |   |       |       |       |       |
|  | الدحیل                  | ۴                | ۴            | ۸            |      | الدحیل                | ۱             | ۱             | ۲             |               |  |               |            |            |            |            |               |   |       |       |       |       |
|  |                         |                  |              |              |      | الدحیل                | ۱             | ۱             | ۲             |               |  |               |            |            |            |            |               |   |       |       |       |       |
|  |                         | پرسپولیس         | ۱            | ۳            | ۳    |                       |               |               |               |               |  |               |            |            |            |            |               |   |       |       |       |       |
|  | الجزیره                 | پرسپولیس         | ۱            | ۳            | ۳    | ۳                     | ۲             | ۴             |               |               |  |               |            |            |            |            |               |   |       |       |       |       |
|  | الجزیره                 |                  |              |              |      | ۳                     | ۲             | ۴             |               |               |  |               |            |            |            |            |               |   |       |       |       |       |
|  | پرسپولیس (گ.ز.)         | ۲                | ۱            | ۴            |      |                       |               |               |               |               |  |               |            |            |            |            |               |   |       |       |       |       |

### یک‌هشتم نهایی
در مرحلهٔ یک‌هشتم نهایی، تیم‌های اول هر گروه با تیم‌های دوم گروه دیگر از همان منطقه طبق توضیحات گفته شدهٔ فوق به مسابقه می‌پردازند، این در حالی است که تیم‌های اول هر گروه در دوره برگشت میزبان خواهند بود.
| تیم ۱            | نتیجه‌نهایی | تیم ۲                 | بازی رفت  | بازی برگشت |
| منطقه غرب        | منطقه غرب  | منطقه غرب             | منطقه غرب | منطقه غرب  |
| ---------------- | ---------- | --------------------- | --------- | ---------- |
| الجزیره          | ۴–۴ (گ.ز.) | پرسپولیس              | ۳–۲       | ۱–۲        |
| السد             | ۴–۳        | الاهلی                | ۲–۱       | ۲–۲        |
| ذوب‌آهن           | ۲–۳        | استقلال               | ۱–۰       | ۱–۳        |
| العین            | ۳–۸        | الدحیل                | ۲–۴       | ۱–۴        |
| منطقه شرق        |            |                       |           |            |
| تیانجین چوانجیان | ۲–۲ (گ.ز.) | گوانگ‌ژو اورگراند      | ۰–۰       | ۲–۲        |
| بوریرام یونایتد  | ۳–۴        | چونبوک هیوندای موتورز | ۳–۲       | ۰–۲        |
| اولسان هیوندای   | ۱–۳        | سوون سامسونگ          | ۱–۰       | ۰–۳        |
| کاشیما آنتلرز    | ۴–۳        | شانگهای اس‌آی‌پی‌جی      | ۳–۱       | ۱–۲        |

### یک چهارم نهایی
در مرحلهٔ یک‌چهارم نهایی، چهار تیم برتر مرحلهٔ یک‌هشتم نهایی از منطقهٔ غرب در دو مسابقه رفت و برگشتی با هم مسابقه خواهند داد و همچنین چهار تیم برتر مرحلهٔ یک‌هشتم نهایی از منطقهٔ شرق نیز با هم به رقابت می‌پردازند و تمامی مسابقات و میزبانان و میهمانان به وسیلهٔ قرعه‌کشی در کوالامپور مالزی، روز چهارشنبه ۲ خرداد ساعت ۱۴:۳۰ بدون هیچ‌گونه توجه به کشوری و با ترکیب و چیدمان نوین، مشخص شد.
| تیم ۱                 | نتیجه‌نهایی  | تیم ۲            | بازی رفت  | بازی برگشت |
| منطقه غرب             | منطقه غرب   | منطقه غرب        | منطقه غرب | منطقه غرب  |
| --------------------- | ----------- | ---------------- | --------- | ---------- |
| استقلال               | ۳–۵         | السد             | ۱–۳       | ۲–۲        |
| الدحیل                | ۲–۳         | پرسپولیس         | ۱–۰       | ۱–۳        |
| منطقه شرق             |             |                  |           |            |
| کاشیما آنتلرز         | ۵–۰         | تیانجین چوانجیان | ۲–۰       | ۳–۰        |
| چونبوک هیوندای موتورز | ۳–۳ (۲–۴ پ) | سوون سامسونگ     | ۰–۳       | ۳–۰(و.ا.)  |

### نیمه نهایی
در مرحلهٔ نیمه نهایی، دو تیم پیروز مرحلهٔ یک‌چهارم نهایی از منطقه غرب با یکدیگر، و دو تیم برنده مرحله یک‌چهارم نهایی منطقه شرق با یکدیگر به رقابت می‌پردازند.
| تیم ۱         | نتیجه‌نهایی | تیم ۲        | بازی رفت  | بازی برگشت |
| منطقه غرب     | منطقه غرب  | منطقه غرب    | منطقه غرب | منطقه غرب  |
| ------------- | ---------- | ------------ | --------- | ---------- |
| السد          | ۱–۲        | پرسپولیس     | ۰–۱       | ۱–۱        |
| منطقه شرق     |            |              |           |            |
| کاشیما آنتلرز | ۶–۵        | سوون سامسونگ | ۳–۲       | ۳–۳        |

### فینال
| تیم ۱         | نتیجه‌نهایی | تیم ۲    | بازی رفت | بازی برگشت |
| ------------- | ---------- | -------- | -------- | ---------- |
| کاشیما آنتلرز | ۲–۰        | پرسپولیس | ۲–۰      | ۰–۰        |

## قهرمان
| قهرمان لیگ قهرمانان آسیا ۲۰۱۸ |
| ----------------------------- |
| کاشیما آنتلرز                 |
| اولین قهرمانی                 |

## بهترین گلزنان
| رتبه | بازیکن          | باشگاه                                | م. گ. ۱ | م. گ. ۲ | م. گ. ۳ | م. گ. ۴ | م. گ. ۵ | م. گ. ۶ | یک‌ه. ۱ | یک‌ه. ۲ | یک‌چ. ۱ | یک‌چ. ۲ | ن. ن. ۱ | ن. ن. ۲ | ف. ۱ | ف. ۲ | کل |
| ---- | --------------- | ------------------------------------- | ------- | ------- | ------- | ------- | ------- | ------- | ------ | ------ | ------ | ------ | ------- | ------- | ---- | ---- | -- |
| ۱    | بغداد بونجاح    | السد                                  | ۲       | ۲       |         | ۱       | ۲       |         |        | ۲      | ۲      | ۱      |         | ۱       |      |      | ۱۳ |
| ۲    | دیان دامیانوویچ | سوون سامسونگ                          | ۲       |         |         | ۱       | ۱       | ۱       |        |        | ۲      |        | ۱       | ۱       |      |      | ۹  |
| ۲    | یوسف العربی     | الدحیل                                |         | ۲       | ۲       | ۲       |         |         | ۱      | ۲      |        |        |         |         |      |      | ۹  |
| ۴    | مامه بابا تیام  | استقلال                               |         | ۱       | ۲       | ۱       |         |         |        | ۳      |        |        |         |         |      |      | ۷  |
| ۴    | ریکاردو گولار   | گوانگژو اورگراند                      | ۱       |         | ۴       |         |         |         |        | ۲      |        |        |         |         |      |      | ۷  |
| ۶    | کیم شین-ووک     | چونبوک هیوندای موتورز                 |         |         | ۳       | ۱       |         | ۱       |        |        |        | ۱      |         |         |      |      | ۶  |
| ۶    | مارکوس برگ      | العین                                 |         | ۱       | ۱       |         | ۲       | ۲       |        |        |        |        |         |         |      |      | ۶  |
| ۶    | رومارینیو       | الجزیره                               | ۱       |         |         | ۱       | ۱       | ۱       | ۱      | ۱      |        |        |         |         |      |      | ۶  |
| ۹    | علی علیپور      | پرسپولیس                              | ۲       |         | ۱       |         |         |         | ۱      |        |        |        | ۱       |         |      |      | ۵  |
| ۹    | آدریانو         | چونبوک هیوندای موتورز                 |         | ۳       |         | ۱       |         |         |        |        |        | ۱      |         |         |      |      | ۵  |
| ۹    | علی مبخوت       | الجزیره                               | ۱       | ۱       |         |         | ۲       |         | ۱      |        |        |        |         |         |      |      | ۵  |
| ۹    | مهدی طارمی      | الغرافه                               | ۱       | ۲       |         | ۱       |         | ۱       |        |        |        |        |         |         |      |      | ۵  |
| ۹    | مرتضی تبریزی    | ذوب آهن (گروهی و ی. ه) استقلال (ی. چ) |         | ۱       | ۲       |         |         | ۱       |        |        |        | ۱      |         |         |      |      | ۵  |
| ۹    | مهند عسیری      | الاهلی                                | ۱       | ۱       |         |         | ۱       |         | ۱      | ۱      |        |        |         |         |      |      | ۵  |
| ۹    | سرجینیو         | کاشیما آنتلرز                         |         |         |         |         |         |         |        |        | ۱      | ۱      | ۱       | ۱       | ۱    |      | ۵  |

## جوایز فردی
| هفته                    | بهترین بازیکن هفته   | بهترین بازیکن هفته |
| هفته                    | نام بازیکن           | تیم                |
| مرحله گروهی             | مرحله گروهی          | مرحله گروهی        |
| ----------------------- | -------------------- | ------------------ |
| هفته ۱                  | لروی جورج            | ملبورن ویکتوری     |
| هفته ۲                  | اسکار                | شانگهای اس‌آی‌پی‌جی   |
| هفته ۳                  | ریکاردو گولار        | گوانگ‌ژو اورگراند   |
| هفته ۴                  | علی خصیف             | الجزیره            |
| هفته ۵                  | مسیلاو اورسیچ        | اولسان هیوندای     |
| هفته ۶                  | آلان کاروالیو        | گوانگ‌ژو اورگراند   |
| مرحله حذفی              |                      |                    |
| دور رفت یک‌هشتم نهایی    | ادگار برونو دا سیلوا | بوریرام یونایتد    |
| دور برگشت یک‌هشتم نهایی  | مامه بابا تیام       | استقلال            |
| دور رفت یک چهارم نهایی  | دژان دامیانوویچ      | سوون سامسونگ       |
| دور برگشت یک‌چهارم نهایی | اکرم عفیف            | السد               |
| دور رفت نیمه نهایی      | علیرضا بیرانوند      | پرسپولیس           |
| دور برگشت نیمه نهایی    | دژان دامیانوویچ      | سوون سامسونگ       |
| دور رفت فینال           | سرجینیو              | کاشیما آنتلرز      |
| دور برگشت فینال         | کوون سون-تائه        | کاشیما آنتلرز      |